# Perittodus
Perittodus is een geslacht van uitgestorven stamtetrapoden uit het Mississippien (Midden-Tournaisien) van Schotland. Het bevat als enige soort Perittodus apsconditus, gebaseerd op een ongearticuleerde schedel en postcraniale botten uit de Ballagan-formatie. De onderkaak van het holotype-exemplaar is ongeveer 6,8 centimeter lang en heeft een gebitspatroon dat vergelijkbaar is met het taxon Ymeria uit het Devoon. Perittodus werd beschreven in een studie uit 2016 die was ontworpen om de tetrapode en stamtetrapode fauna's van Romer's Gap te vullen, een interval van het Vroeg-Carboon met weinig fossielen van gewervelde dieren. Het was een van de vijf nieuwe geslachten die in deze studie werden genoemd, samen met Aytonerpeton, Diploradus, Koilops en Ossirarus.
Het fossiel werd gevonden in Willie’s Hole, Whiteadder Water bij Chirnside. Het werd in 2012 gemeld in de wetenschappelijke literatuur als Taxon A.
De geslachtsnaam is een combinatie van het Grieks perittos, 'raar', en odous, 'tand'. De soortaanduiding apsconditus betekent 'verborgen' in het Latijn; de onderscheidende kenmerken konden pas ontdekt worden door microscopisch onderzoek.
Het holotype is UMZC 2011.7.2a & b, een plaat en tegenplaat van een skelet met schedel.
Twee autapomorfieën konden worden vastgesteld. Het gebit is uniek door de aanwezigheid op de symfyse van de onderkaken van twee vangtanden en minstens twee kleinere tanden, een voorste coronoïde met twee of drie vangtanden, een middelste coronoïde met twee grote en drie kleinere  tanden en een achterste coronoïde met een rij van kleine tanden. De schubben op de rug zijn ruitvormig met concentrische richels schuin gecentreerd aan een zijde en aan één uiteinde.